# Mohajeran
Mohajeran este un oraș din Iran.